# Yongqing, Gansu
Yongqing (kinesiska: 永清) är en köping i nordvästra Kina. Den ligger i Qingshui härad i staden Tianshui i provinsen Gansu, omkring 250 kilometer sydost om provinshuvudstaden Lanzhou.